# Automobile Club d'Allemagne
Pour les articles homonymes, voir Automobile Club.
L'Automobile Club d'Allemagne (AvD), basé à Francfort-sur-le-Main, est l'un des plus anciens clubs automobiles allemands et le deuxième plus grand club automobile d'Allemagne.

## Organisation
L'association se compose de 46 clubs locaux (en juin 2020), dont certains sont des associations enregistrées. L'AvD est représenté par un comité exécutif de sept membres : le président est Louis de Löwenstein-Wertheim-Freudenberg . Les six vice-présidents dirigent les départements du tourisme, des ventes (Gebhard Sanne), du contrôle de gestion, des finances (Gerd Stracke), des sports, du classique (Volker Strycek (de)), du marketing (Steffen Sprattler), du droit, de la protection des consommateurs, de la circulation (Michael Zilian) et numérisation, jeunesse (Marcus Namokel). La direction est appuyée par un comité principal, de sorte que la responsabilité est répartie entre une dizaine de personnes.

## Histoire
L'AvD a été fondé à Berlin en 1899 sous le nom d'Automobile Club d'Allemagne (DAC). Il forme l'organisation faîtière de divers clubs locaux et corporatifs dans toute l'Empire allemand, par exemple le Bavarois, le Berlinois (de) (fondé en 1900), le Silésien (fondé en 1901), le Rhénan, l'Automobile Club schleswigois-holsteinois (de) et l'Automobile Club hessois (de) (fondée en 1909). En 1900, l'AvD organise le premier Salon international de l'automobile à Francfort-sur-le-Main et, en 1905, il est rebaptisé Automobile Club impérial (KAC), car l'empereur Guillaume II en prend le patronage à Noël. En 1904, l'AvD organise la première course automobile internationale en Allemagne, la course de la coupe Gordon Bennett près de Bad Homburg vor der Höhe.
Après la fin de la monarchie en Allemagne, le club change son nom actuel en Automobile Club d'Allemagne (AvD) en 1918. Outre le sport automobile, dans lequel l'AvD s'engage toujours, la sécurité routière est une autre question importante : en 1924, l'AvD est l'un des fondateurs de la surveillance allemande du trafic. En 1926, le club organise le premier Grand Prix d'Allemagne à l'AVUS, qu'il contribue à financer. Après la prise du pouvoir en 1933, l'AvD introduit le paragraphe aryen et limoge son syndic Hans Grau, employé par l'AvD depuis 1925. En 1935, l'AvD abandonne son objectif statutaire et change son nom en Club allemand des étrangers afin d'éviter de se conformer au Corps automobile national-socialiste (NSKK).
Le 6 novembre 1948, l'AvD est rétablit à Königstein im Taunus. L'année suivante, l'assemblée de la FIA décide à l'unanimité de reprendre l'AvD. Les membres de l'AvD Huschke von Hanstein, Manfred von Brauchitsch, Paul de Metternich et Juan Manuel Fangio connaissent de nouveau du succès dans le sport automobile. En 1953, le club démarre son service de dépannage avec six fourgons DKW. En 1967, le président sportif d'AvD, Huschke von Hanstein, introduit la Formule Vee en Allemagne. La même année (1967), l'AvD encourage l'introduction de la ceinture de sécurité par des démonstrations publiques d'accidents. L'AvD Auto-EKG est lancé en 1968 - le premier test technique pouvant être effectué sur une base mobile. Outre son engagement en faveur de la sécurité routière et du dépannage, l'AvD s'occupe également de plus en plus des véhicules plus anciens au cours des années suivantes. En collaboration avec le Club des véhicules de course et de sport historiques Nürburgring e. V. (CHRSN) et le Hesse Motorsport Club e. V. Wiesbaden, l'AvD organise donc la première course historique internationale sur le Nürburgring en 1972 - cet événement donne ensuite naissance au Grand Prix AvD Oldtimer. Dans l'ensemble, AvD devient une entreprise de services et a considérablement élargi ses prestations. En 2016, l'association compte environ 200 000 membres et environ 1,4 million d'assurés au total.

## Services

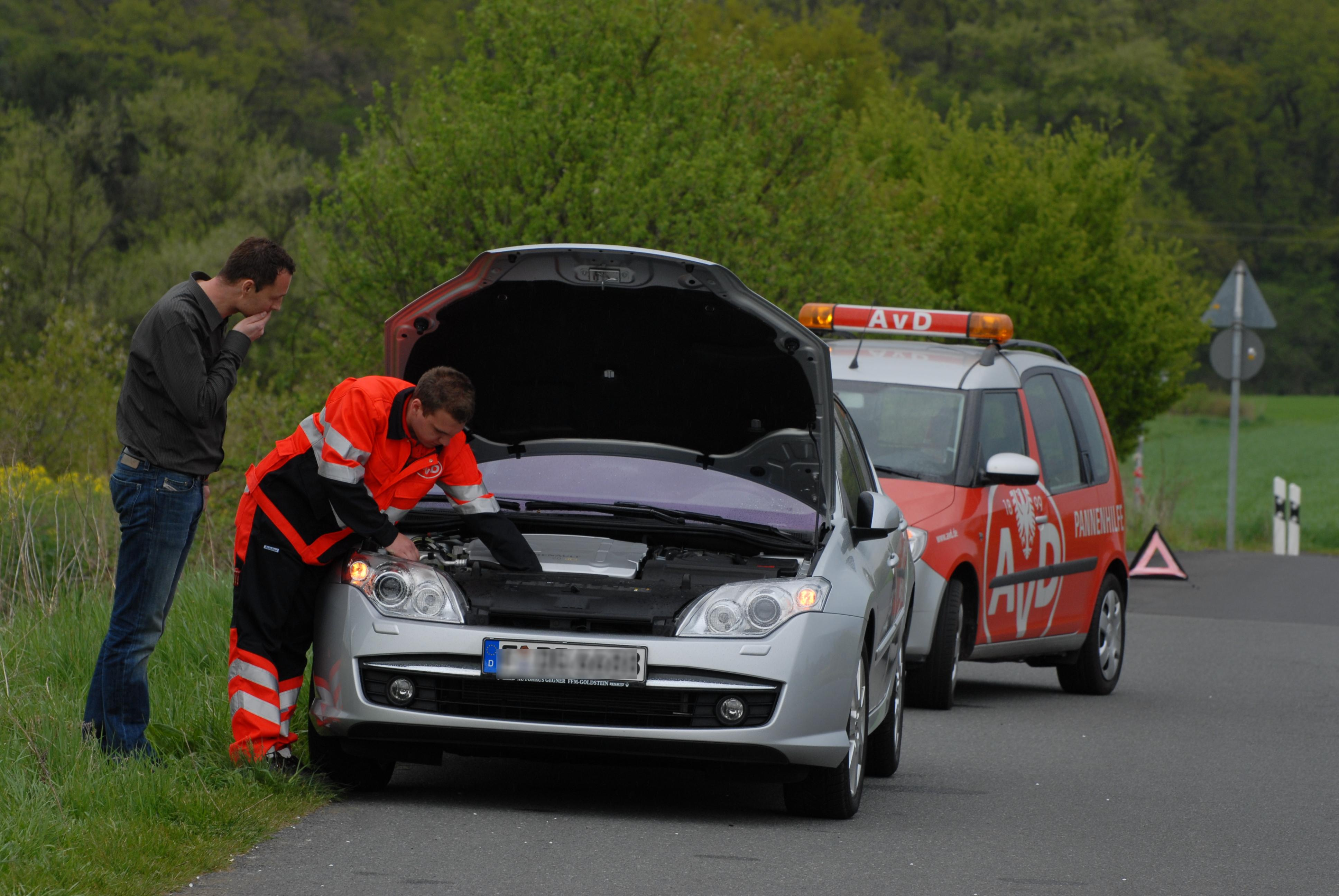
Véhicule de dépannage AvD

L'AvD offre tous les services d'un automobile club classique. Cela comprend principalement l'assistance au dépannage et au remorquage. L'AvD exploite son propre centre d'appels d'urgence ouvert 24h/24.
- Prestation d'assurance :
  - Assurance automobile
  - Assurance protection juridique AvD,
  - Assurance santé voyage internationale AvD
- Bonus de club auprès d'entreprises touristiques renommées pour les membres AvD HELP PLUS
- Premiers conseils gratuits sur les questions de droit de la route par un avocat AvD de confiance

En plus du service de dépannage, l'AvD défend les intérêts des conducteurs dans les domaines économique, politique et social. L'ancien vice-président de l'AvD, Franz comte zu Ortenburg, est président par intérim de la Commission historique internationale de la FIA depuis décembre 2015. L'AvD est également représenté au conseil d'administration du DMSB par son vice-président Gebhard Sanne. L'AvD organise des contrôles de sécurité et propose une assistance supplémentaire en matière de voyages et d'accidents.

## Sport automobile
L'AvD est un organisateur actif de divers événements de sport automobile tels que le Grand Prix d'Allemagne, le Grand Prix AvD Oldtimer (de), le Rallye de Saxe et l' AvD Histo Tour

## Voitures anciennes

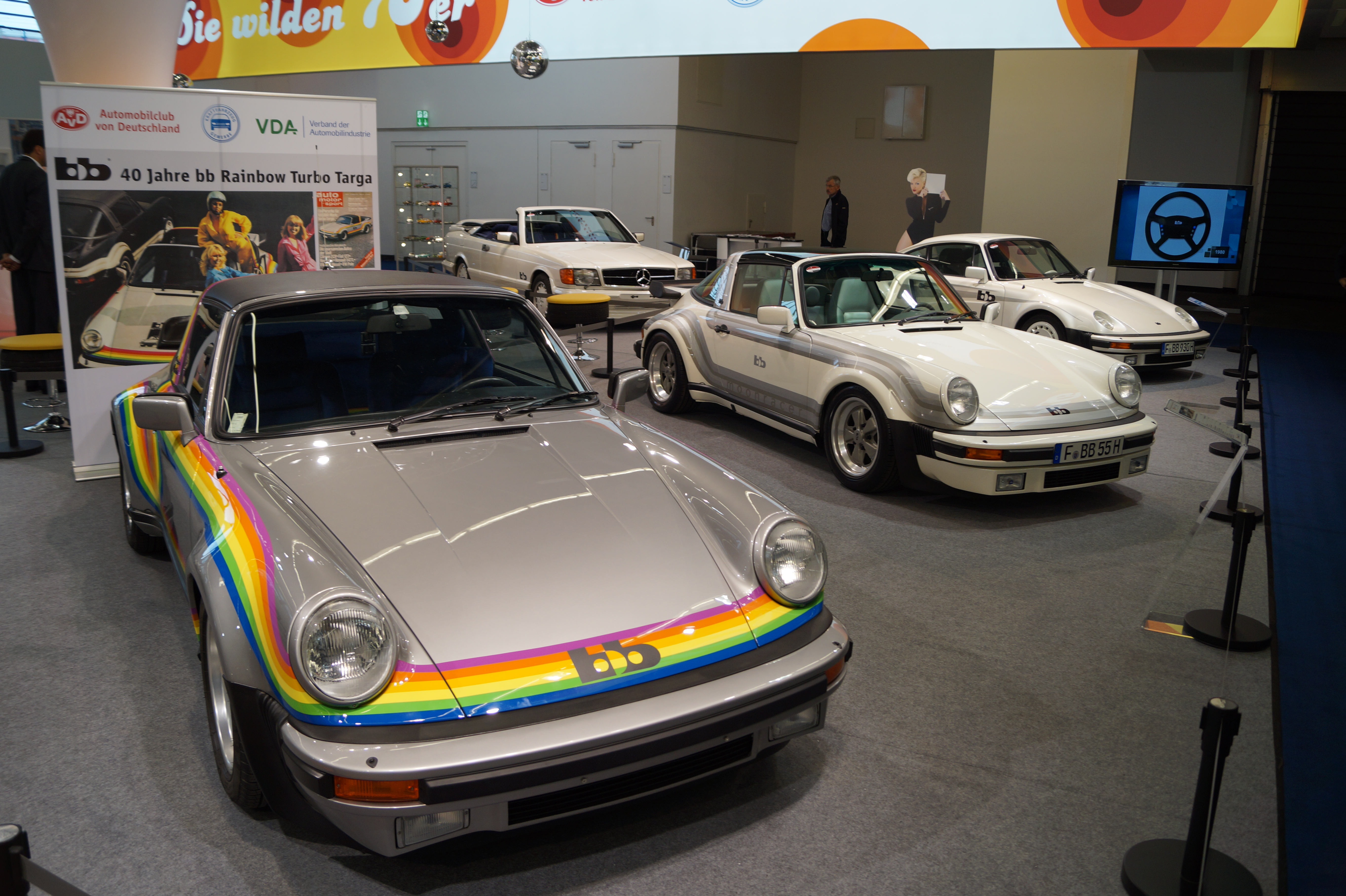
bb old et youngtimers sur le stand AvD à l'IAA 2017

Un autre objectif de l'activité d'AvD est la préservation des véhicules historiques. Outre l'AvD OldtimerCard et le Grand Prix AvD Oldtimer, l'AvD s'engage depuis des années en faveur des intérêts des propriétaires de voitures classiques et classiques et du maintien du patrimoine culturel automobile. Le Grand Prix AvD Oldtimer 2014 reçoit la Coupe du patrimoine des clubs des membres fondateurs de la FIA. Le vice-président d'AvD, le comte zu Ortenburg, est également membre fondateur de l'association IAK Initiative Automobiles Kulturgut e.V. V., qui prône la reconnaissance des moyens de transport motorisés historiques comme biens culturels. De nombreux clubs de voitures anciennes, dont certains sont spécialisés dans certaines marques ou modèles, appartiennent également à l'AvD. C'est notamment grâce au travail de l'AvD que les voitures anciennes avec des plaques d'immatriculation H et rouges sont autorisées à circuler dans les zones environnementales avec autorisation spéciale.

## Sécurité routière
En tant que club de la circulation, l'AvD s'implique également activement dans des organisations et des projets pour la sécurité routière. L'AvD est représenté au Conseil allemand de la sécurité routière (de) et est membre de l'Association allemande des tribunaux de la circulation (de). Avec Allianz SE, des films d'information sont envoyés dans toutes les écoles primaires du pays, dans lesquels Willi Weitzel (de) explique pourquoi il est si important que les enfants soient correctement attachés avec des systèmes de retenue (« ceintures de sécurité ») et des casques de vélo. Sous le patronage du ministre fédéral des Transports, il participe aux côtés de Goodyear au prix Held der Straße. En outre, l'AvD, en collaboration avec l'Automobile Club de Westphalie, décerne le Prix westphalien de la sécurité routière et ainsi ils soutiennent conjointement le projet Ange-Gardien de l'arrondissement de Gütersloh,,

## Présidents
- 1899-1922 : Victor II de Ratibor
- 1922-1928 : Adolf von Arnim (de)
- 1928-1934 : Adolphe-Frédéric de Mecklembourg
- 1948-1953 : Karl Geiler (de)
- 1953-1960 : Gottfried de Hohenlohe-Langenbourg
- 1960-1992 : Paul de Metternich-Winneburg
- 1992-2008 : Wolfgang-Ernest d'Isembourg-Büdingen (de)
- 2008-2012 : Rudolf von der Schulenburg-Wolfsburg (de)
- 2012-2024 : Ludwig de Löwenstein-Wertheim-Freudenberg
- Depuis 2024 : Lutz Leif Linden